# Propsteier Wald
Der Propsteier Wald, in alten Karten auch Probstwald bezeichnet, ist eines der drei größeren zusammenhängenden Waldgebiete im südwestlichen Eschweiler Stadtgebiet, südlich von Röhe und westlich von Aue gelegen, einst im Norden bis Kinzweiler reichend. Der Wald reicht bis kurz vor die östliche Stadtgrenze Aachens. Er liegt nördlich und östlich der Bahnlinie Aachen-Köln. Eine alte Schreibweise des Waldes ist Probsteier Wald, das sich aus der Schreibweise von Eigennamen ableitet. 
Der südwestliche, kaum bewaldete Teil des Propsteier Waldes ist der Steinbachwald, der im Süden vom Saubach begrenzt wird. Hier wurde 1830 der gleichnamige Gutshof gebaut. 1935 kam das Gebiet Steinbachshochwald von der Stadt Eschweiler an die Stadt Stolberg.
Seit 2004 ist der Propsteier Wald mit seinen angrenzenden Flächen als Landschaftsschutzgebiet anerkannt worden.

## Frühere Geschichte
Der Propsteier Wald ist Fundort einer römischen Villa rustica (Propsteier Villa), die von 1880 bis 1881 ausgegraben wurde. Bereits 1856 wurde ein der Göttin Sunuxal geweihter Matronenstein gefunden. Darüber hinaus existieren weitere Fundstücke der Jungsteinzeit und Römerzeit. Durch den Wald soll die Römerstraße Breite Bahn verlaufen sein. Im Jahr 973 bestätigt Kaiser Otto I. in Aachen die von König Ludwig der Kölner Domkirche früher geschenkten Wald- und Wildbannrechte im Eschweiler Raum. Für die Verwaltung der weltlichen Güter der Kölner Kirche war ein Dompropst zuständig, woraus sich der Name des Waldes ableitet. Lehnsherr des Propsteier Waldes war der Kölner Erzbischof. Der Dompropst ernannte einen Statthalter, der ein Adliger sein musste und in Aldenhoven residierte. Von dort aus erledigte die so genannte Aldenhovener Mannkammer, der alle Mannen von Lehen angehören mussten, die Verwaltung des Propsteier Waldes. Für Mannkammern galten die allgemeinen Grundsätze des Lehnswesens. Die Mannen erhielten Besitz und Rechte, dafür leisteten sie dem Lehnsherren Dienst, insbesondere auch militärischen Dienst mit Pferd und Harnisch. Zu jener Zeit erstreckte sich der Wald noch weit ins Jülicher Land hinein und war etwa 1.500 ha groß; mehr als vierzig Ortschaften besaßen Nutzungsrechte an ihm.
Mit der französischen Besetzung des Rheinlands durch Napoleon richteten die Franzosen die Munizipalverwaltung ein. Am 9. Juni 1802 erließ Napoleon einen Aufhebungsbeschluss. Durch diesen Beschluss wurde kirchliches Gut säkularisiert. Nun war es möglich, Grund, Boden und Gebäude, die sich bis dahin im Besitz der Kirche befanden, zu erwerben. Der Propsteier Wald, der sich bis dahin im Besitz der Dompröpste zu Köln befand, konnte nun stückweise verkauft werden. Das Kloster St. Jöris wurde verkauft. Große Gebiete des Waldes wurden nun auch landwirtschaftlich genutzt. 1830 wurde der Gutshof Steinbachshochwald erbaut. Der Eschweiler Bergwerks-Verein (EBV) erwarb große Teile des Propsteier Waldes. Grubenholz war ein großer Kostenfaktor und der aufstrebende Bergbau des EBV suchte den Bedarf aus eigenen Wäldern zu decken.

## Spätere Geschichte
Im 18. und 19. Jahrhundert wurde in der Grube Propstei und Grube Glücksburg im Propsteier Wald Bergbau betrieben. 1935 wurde der Südwestzipfel Steinbachshochwald zusammen mit dem Stolberger Hauptbahnhof und mehreren Stadtteilen in die Eschweiler Nachbarstadt Stolberg umgemeindet. Im Dritten Reich legte die Wehrmacht im Wald ein Materiallager für den Bau des Westwalles an. Von 1951 bis 1995 war der Propsteier Wald Standort des belgischen Camp Astrid mit zahlreichen Munitionslagern. Die beiden auf Eschweiler Stadtgebiet befindlichen Autobahnraststätten an der A 4 westlich des Waldes trugen ursprünglich den Namen Propsteier Wald, bis sie 1996 in Aachener Land umbenannt wurden.
Die Stadt Stolberg erwarb vom Bundesvermögensamt 32 Hektar vom südlichen Teil des Kasernengeländes „Camp Astrid“, um auf 23 Hektar ein Gewerbegebiet einzurichten. 2004 wurden die baulichen Einrichtungen des Camps abgetragen und große Teile des Waldgebietes auf Stolberger Seite gerodet. Vorhandene Fichtenwaldflächen wurden in Mischwald umgewandelt und 5 ha neuer Wald als Ausgleichsmaßnahme neu angepflanzt. Ende 2006 wurde, nachdem die Stadt Eschweiler ein weiteres Geländestück abgetreten hatte, eine neue südliche Zufahrt gebaut, die über eine Brücke die Trasse der Bahnstrecke Köln-Aachen überquert.
2025 wurde bekannt, dass die Aachener Waggonfabrik Talbot im südlichen Zipfel des Gewerbegebietes „Camp Astrid“ investieren und auf rund 50.000 Quadratmetern eine neue Halle mit 220 Metern Länge baut – die größte in der langen Firmengeschichte. Hier sollen künftig unter anderem moderne S-Bahnen und ICE-Züge gewartet und modernisiert werden. Die Firma Aixrail, die nebenan eine eigene Halle baut, will dort Dieselloks überholen und modernisieren. Dazu ist wieder ein Anschluss an das vorhandene Schienennetz erforderlich.

## Nutzung als Naherholungsgebiet
Die Stadt Eschweiler möchte den Propsteier Wald als Naherholungsgebiet erhalten und hat mehrere Bereiche als Biotope ausgewiesen. Im Bereich des ehemaligen Munitionsdepots auf Eschweiler Stadtgebiet waren noch hunderte ehemalige Munitionsbunker und Lagerräume vorhanden. Diese und weitere militärische Altlasten, annähernd 400 Gebäuderuinen, wurden seit Dezember 2021 beseitigt. Die Arbeiten, die unter anderem die Kampfmittelräumung und tierschutzgerechte Renaturierung umfassten, wurden 2023 weitgehend abgeschlossen.
Anfang August 2023 wurde das neue Fuß- und Radwegenetz auf rund 4,5 km langen Wegen innerhalb des Waldes freigegeben.
Die Tier- und Pflanzenwelt hat sich nach Ende der Nutzung des Areals durch das belgische Militär in relativ kurzer Zeit gut entwickelt. Besonders hervorzuheben sind die vielfältige Tierwelt, einschließlich Wildkatzen, Schlingnattern, Gelbbauchunken, seltene Spechte, Schmetterlinge, Uhus, Eisvögel und Steinkäuze, sowie acht besonders schützenswerte Fledermausarten. Die Pflanzenwelt umfasst das Galmeiveilchen und diverse Orchideen. Der Wald könnte in Zukunft als nationales Naturerbe anerkannt werden, was einen höheren Schutzstatus als ein herkömmliches Naturschutzgebiet bedeutet. Eine mögliche Bedrohung für den Wald ist ein geplanter Autobahnzubringer, der jedoch u. a. aufgrund von Naturschutzbedenken derzeit abgelehnt wird.

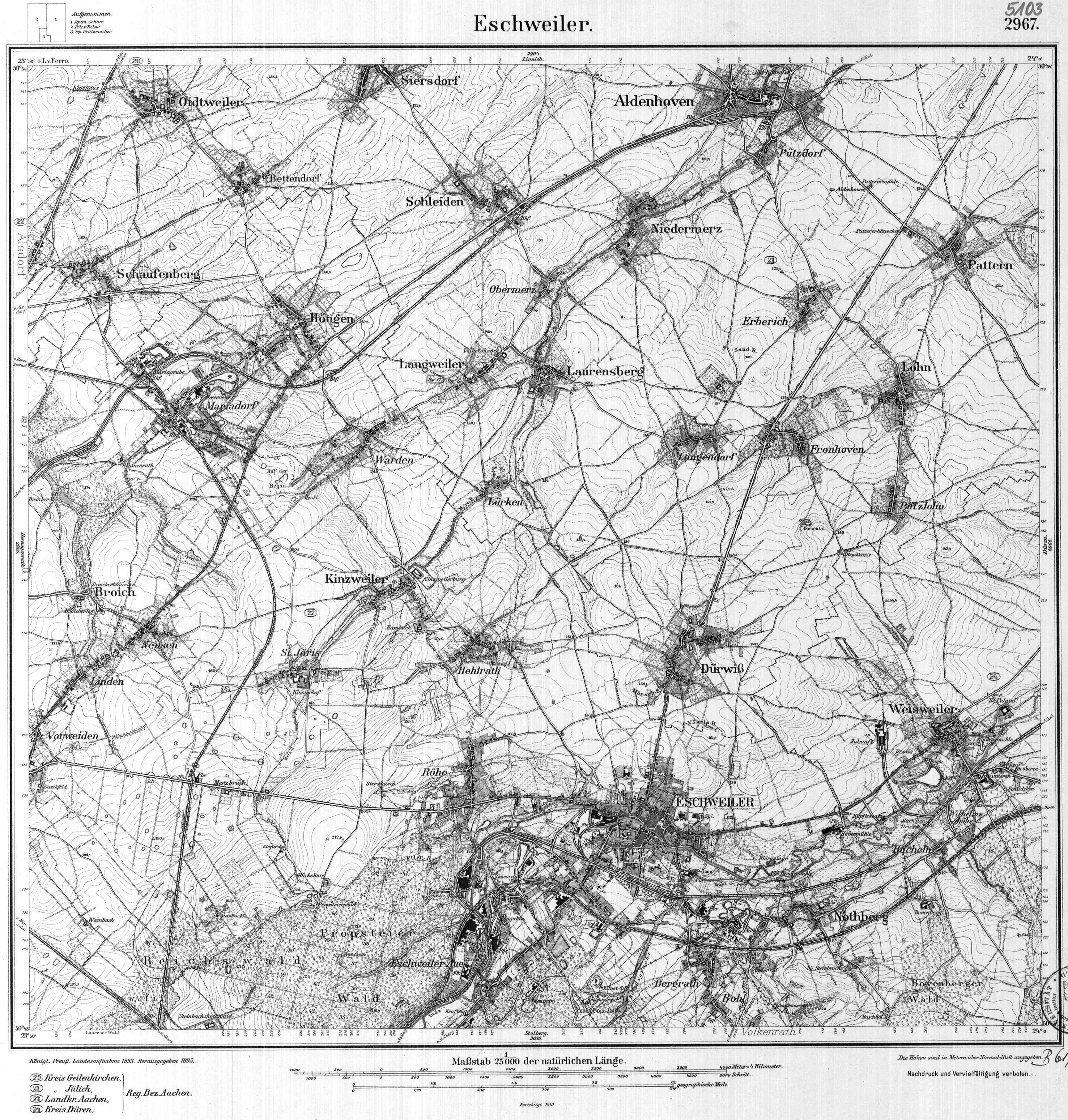
Propsteier Wald um 1900, nördl. Teil
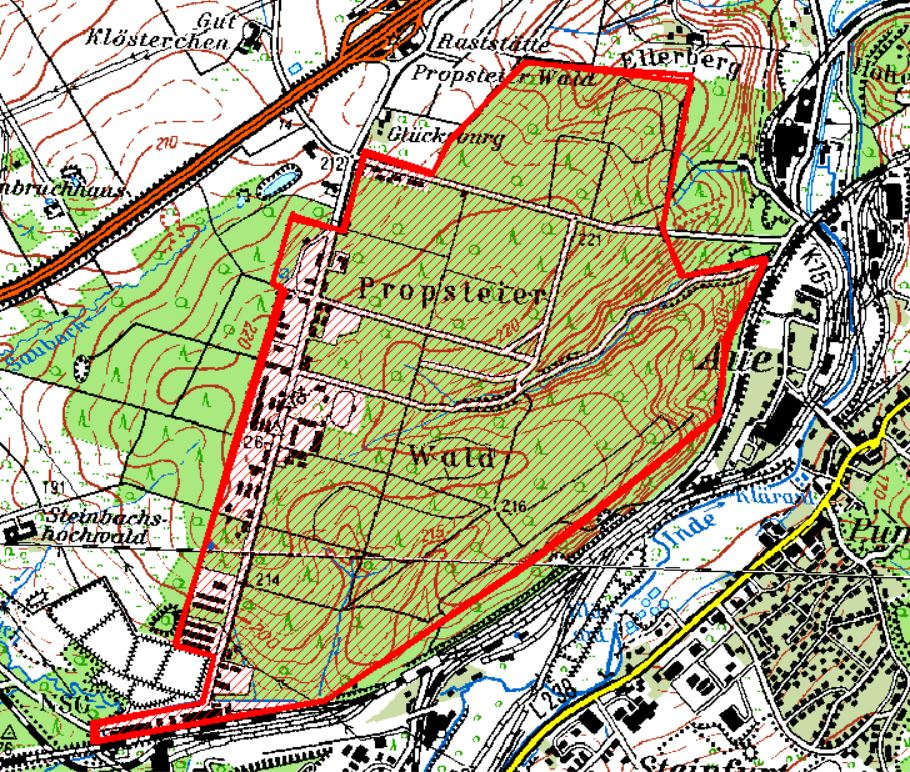
ehemaliges belgisches Kasernen- und Depotgelände, 1951–1995
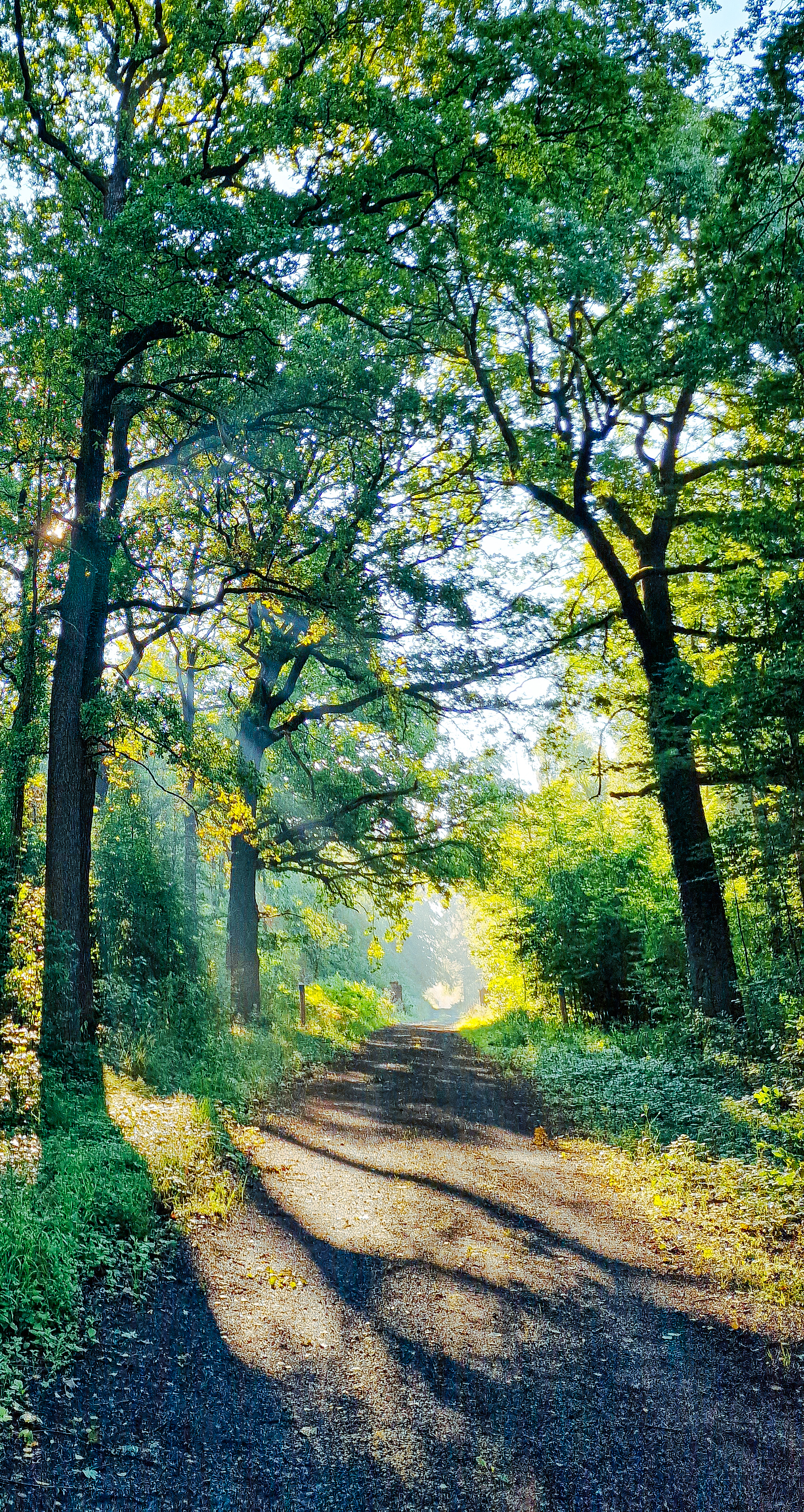
Waldweg 2023
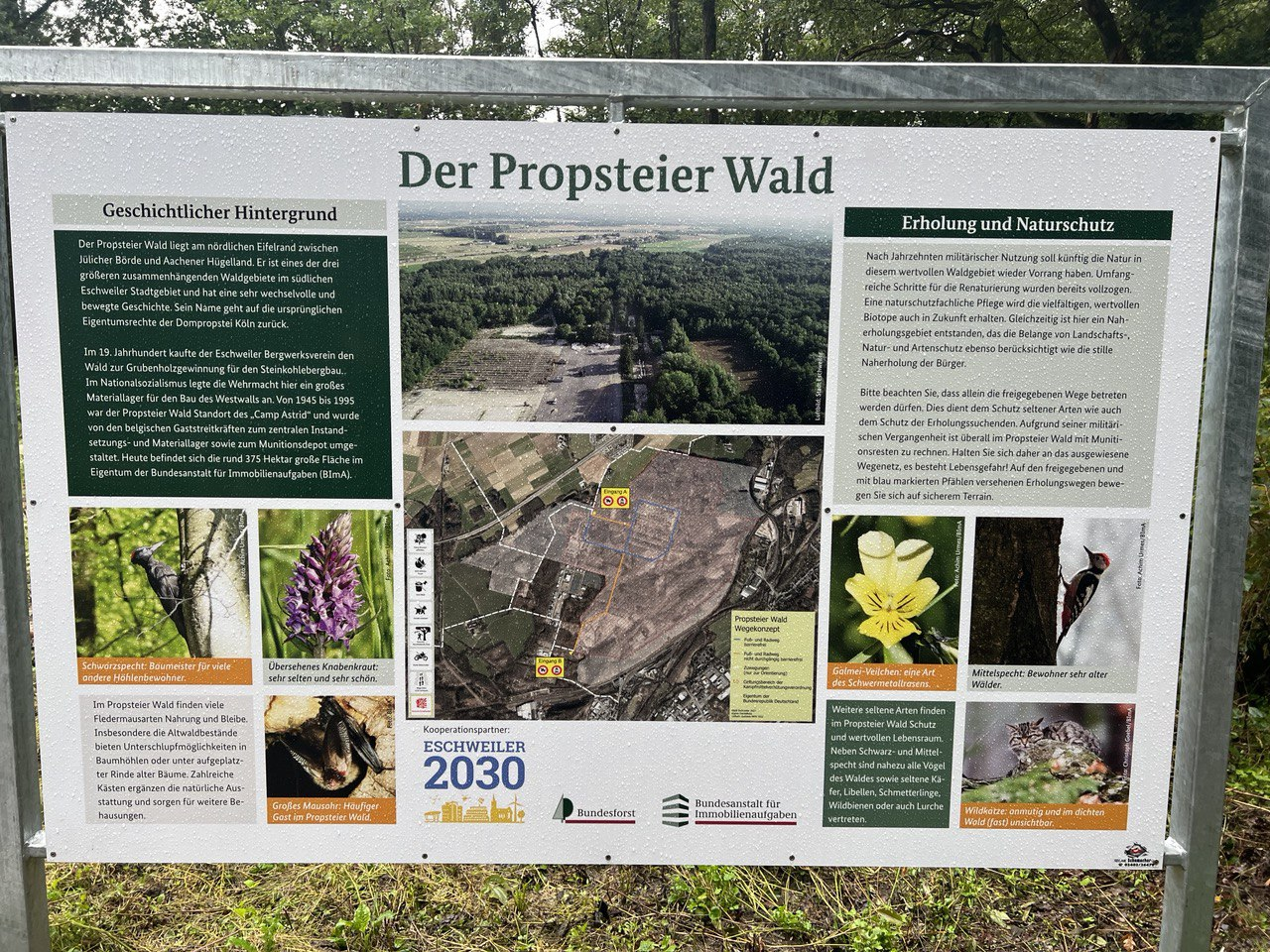
Informationstafel 2023
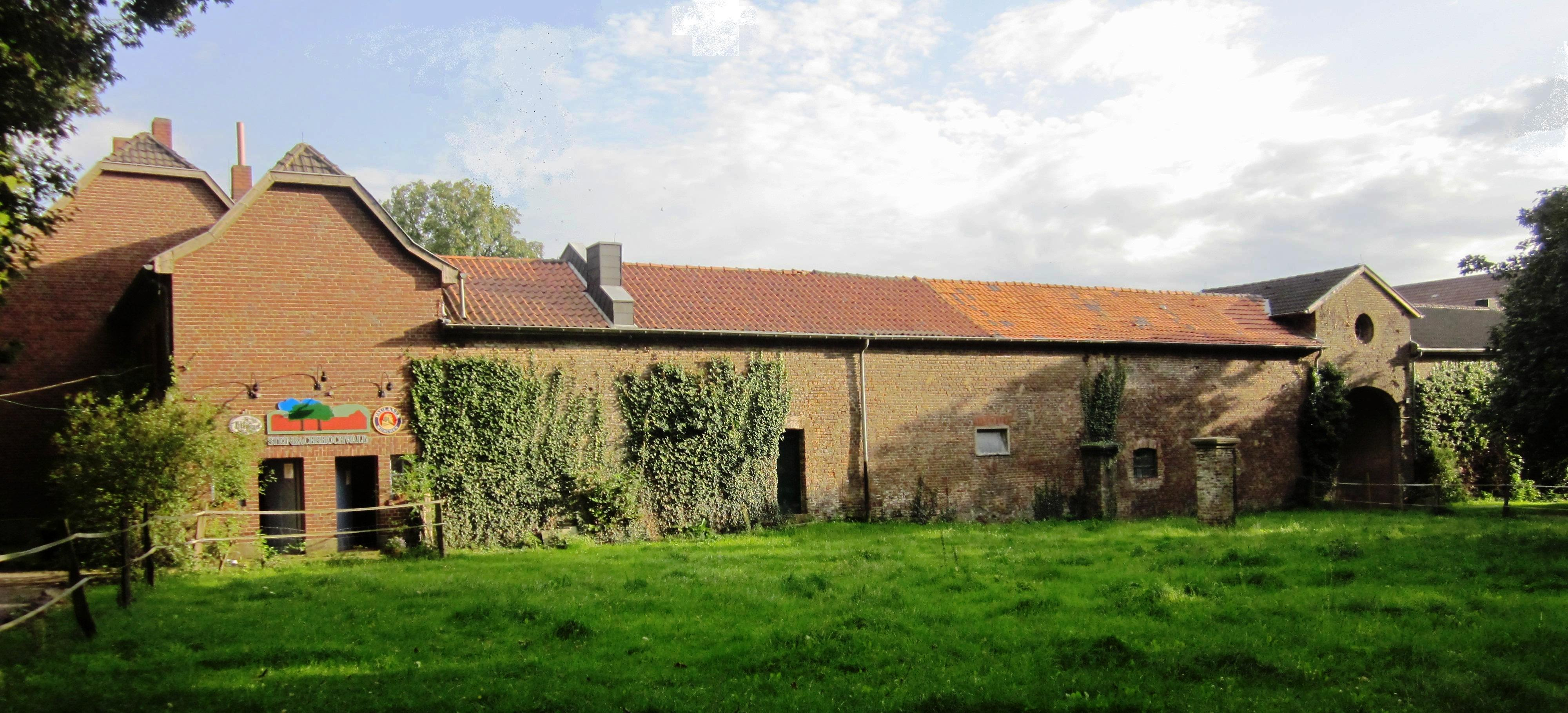
Gut Steinbachshochwald